# Сан Хуан
Сан Хуан (шп. San Juan) је главни град, највећа лука и најстарији град Порторика. Сан Хуан је најнасељенија општина у Комонвелту Порторика, једне од прекоморских територија Сједињених Држава. Према попису из 2010, он је био 46. по велични град под јурисдикцијом Сједињених Држава, са популацијом од 395.326. Заједно с околним општинама (Бајамон, Гвајнабо, Катањо, Канованас, Кагвас, Тоа Алта, Тоа Баха, Каролина и Трухиљо Алто) град има око 2.000.000 становника. Сан Хуан су основали шпански колонизатори 1521. године, који су га звали Сиудад де Порторико („Град богате луке”). Порториканска престоница је трећи по старости главни град који су успоставили Европљани у Америкама, након Санто Доминга, у Доминиканској Републици, основаног 1496 и Панама Ситија, у Панами, основаног 1519. године. Данас, Сан Хуан је најважнија Порториканска лука и индустријски, финансијски, културни, и туристички центар острва.

## Историја
Сан Хуан су основали шпански конкистадори 1521. године. У периоду измеду 15. и 19. века је око града изграђен Ел Моро (Сан Фелипе дел Моро) - низ одбрамбених зидова и стратешки битних структура како би се заштитио залив Сан Хуана. По њима се стари град Сан Хуан још назива La Ciudad Amurallada (Град окружен зидинама), а грађевине су део Светске баштине Унеска.

## Занимљивости
Велики каталонски музички композитор Пау Касалс се 1950. доселио у Сан Хуан. Био је диригент Симфонијског оркестра Порторика и водитељ музичког конзерваторијума у Сан Хуану. Данас се у Сан Хуану може посетити Музеј Пабла Касалса.
Бакарди је највећа, светски позната приватна компанија — произвођач алкохолних пића. Након доласка Фидела Кастра на власт на Куби, власник Бакардија је преселио фабрику у Сан Хуан. Фабрика се може посетити и у њој се може видети процес стварања рума.
Позната поп звезда Рики Мартин рођен је и одрастао је у Сан Хуану. Велики филмски глумци Раул Хулија и Бенисио дел Торо су рођени и одрасли у главном граду Порторика.

## Лука Сан Хуан
Лука Сан Хуан је највећа светска транзитна лука за почетни укрцај и задњи искрцај путника за бродове за крстарење.

## Демографија
По попису из 2010. године број становника је 381.931, што је 40.027 (-9,5%) становника мање него 2000. године.
| Група             | 2000.           | 2010.           |
| Белци             | 5.899 (1,4%)    | 4.716 (1,2%)    |
| Афроамериканци    | 50.102 (11,9%)  | 71.174 (18,6%)  |
| Азијати           | 2.002 (0,5%)    | 1.725 (0,5%)    |
| Хиспаноамериканци | 413.328 (98,0%) | 374.920 (98,2%) |
| Укупно            | 421.958         | 381.931         |

## Географија
Сан Хуан је лоциран дуж северо-источне обале Порторика. Он лежи јужно од Атлантског океана; северно од Кагваса и Трухиљо Алта; источно од Гвајнаба и западно од Каролине. Град заузима површину од око 76,93 sq mi (199,2 km2), од чега је 29,11 sq mi (75,4 km2) (37.83%) вода. Главне водене маса Сан Хуана су залив Сан Хуан и две природне лагуне, Кондадо и Сан Хозе.

### Ураган Марија
Ураган Марија је 20. септембра 2017. године изазвао бројна клизишта у Сан Хуану са знатном количином кише која је пала.

### Клима
Сан Хуан има тропску монсунску климу и ужива просечну температуру од 81,0 °F (27,2 °C), мада се температуре од 90 °F (32 °C) или више јављају у просеку 79 дана годишње. Чешће се дешавају у влажнијим месецима северног љета, посебно ако ветрови долазе са југа. Током зиме, температуре могу пасти на око 60 °F (16 °C), мада је просечна зимска ниска термпература 71 °F (22 °C). Најнижа званично забележена тепература је била 60 °F (16 °C) од 3. марта 1957, а највиша је била 98 °F (37 °C) од 9. октобра 1981; рекордно хладни дневни максимум је 71 °F (22 °C) од 4. фебруара 1935, док је рекордно топли дневни минимум 83 °F (28 °C) од 11. августа 1995, што је најскорија од четири појаве. Падавине су добро распоређене током целе године, али месеци јануар, фебруар и март су најсувљи; како је просек за март 1,95 in (49,5 mm) кише, град потпада под тропско монсунску категорију. Кише у просеку има 56,35 in (1.431,3 mm), и годишње има у просеку 198,5 кишних дана; упркос ове влажности, град у просеку годишње има 2.970 сунчаних сати, или нешто више од ⅔ укупно могућих. Годишње падавине су се у прошлости кретале од 35,53 in (902 mm) 1991 до 89,50 in (2.273 mm) 2010. године.
| Клима аеродрома Сан Хуан Марин, Порторико (1981–2010 нормале, екстреми 1898–садашњост) | Клима аеродрома Сан Хуан Марин, Порторико (1981–2010 нормале, екстреми 1898–садашњост) | Клима аеродрома Сан Хуан Марин, Порторико (1981–2010 нормале, екстреми 1898–садашњост) | Клима аеродрома Сан Хуан Марин, Порторико (1981–2010 нормале, екстреми 1898–садашњост) | Клима аеродрома Сан Хуан Марин, Порторико (1981–2010 нормале, екстреми 1898–садашњост) | Клима аеродрома Сан Хуан Марин, Порторико (1981–2010 нормале, екстреми 1898–садашњост) | Клима аеродрома Сан Хуан Марин, Порторико (1981–2010 нормале, екстреми 1898–садашњост) | Клима аеродрома Сан Хуан Марин, Порторико (1981–2010 нормале, екстреми 1898–садашњост) | Клима аеродрома Сан Хуан Марин, Порторико (1981–2010 нормале, екстреми 1898–садашњост) | Клима аеродрома Сан Хуан Марин, Порторико (1981–2010 нормале, екстреми 1898–садашњост) | Клима аеродрома Сан Хуан Марин, Порторико (1981–2010 нормале, екстреми 1898–садашњост) | Клима аеродрома Сан Хуан Марин, Порторико (1981–2010 нормале, екстреми 1898–садашњост) | Клима аеродрома Сан Хуан Марин, Порторико (1981–2010 нормале, екстреми 1898–садашњост) | Клима аеродрома Сан Хуан Марин, Порторико (1981–2010 нормале, екстреми 1898–садашњост) |
| Показатељ \ Месец                                                                      | .Јан.                                                                                  | .Феб.                                                                                  | .Мар.                                                                                  | .Апр.                                                                                  | .Мај.                                                                                  | .Јун.                                                                                  | .Јул.                                                                                  | .Авг.                                                                                  | .Сеп.                                                                                  | .Окт.                                                                                  | .Нов.                                                                                  | .Дец.                                                                                  | .Год.                                                                                  |
| -------------------------------------------------------------------------------------- | -------------------------------------------------------------------------------------- | -------------------------------------------------------------------------------------- | -------------------------------------------------------------------------------------- | -------------------------------------------------------------------------------------- | -------------------------------------------------------------------------------------- | -------------------------------------------------------------------------------------- | -------------------------------------------------------------------------------------- | -------------------------------------------------------------------------------------- | -------------------------------------------------------------------------------------- | -------------------------------------------------------------------------------------- | -------------------------------------------------------------------------------------- | -------------------------------------------------------------------------------------- | -------------------------------------------------------------------------------------- |
| Апсолутни максимум, °C (°F)                                                            | 33 (92)                                                                                | 36 (96)                                                                                | 36 (96)                                                                                | 36 (97)                                                                                | 36 (96)                                                                                | 36 (97)                                                                                | 35 (95)                                                                                | 36 (97)                                                                                | 36 (97)                                                                                | 37 (98)                                                                                | 36 (96)                                                                                | 34 (94)                                                                                | 37 (98)                                                                                |
| Средњи максимум, °C (°F)                                                               | 30,8 (87,5)                                                                            | 31,2 (88,2)                                                                            | 32,3 (90,2)                                                                            | 33,2 (91,8)                                                                            | 33,7 (92,7)                                                                            | 33,8 (92,9)                                                                            | 33,5 (92,3)                                                                            | 33,7 (92,7)                                                                            | 34,2 (93,5)                                                                            | 33,8 (92,8)                                                                            | 32,4 (90,3)                                                                            | 30,9 (87,7)                                                                            | 34,8 (94,7)                                                                            |
| Максимум, °C (°F)                                                                      | 28,4 (83,2)                                                                            | 28,7 (83,7)                                                                            | 29,4 (84,9)                                                                            | 30,1 (86,2)                                                                            | 30,8 (87,5)                                                                            | 31,6 (88,9)                                                                            | 31,5 (88,7)                                                                            | 31,8 (89,2)                                                                            | 31,8 (89,2)                                                                            | 31,3 (88,4)                                                                            | 29,9 (85,9)                                                                            | 28,8 (83,9)                                                                            | 30,3 (86,6)                                                                            |
| Просек, °C (°F)                                                                        | 25,3 (77,6)                                                                            | 25,5 (77,9)                                                                            | 26,1 (78,9)                                                                            | 26,8 (80,3)                                                                            | 27,7 (81,9)                                                                            | 28,5 (83,3)                                                                            | 28,6 (83,4)                                                                            | 28,7 (83,7)                                                                            | 28,6 (83,5)                                                                            | 28,1 (82,6)                                                                            | 27 (80,6)                                                                              | 25,9 (78,7)                                                                            | 27,23 (81,03)                                                                          |
| Минимум, °C (°F)                                                                       | 22,2 (72,0)                                                                            | 22,2 (72,0)                                                                            | 22,7 (72,9)                                                                            | 23,6 (74,4)                                                                            | 24,6 (76,3)                                                                            | 25,4 (77,7)                                                                            | 25,6 (78,1)                                                                            | 25,7 (78,2)                                                                            | 25,4 (77,8)                                                                            | 24,9 (76,9)                                                                            | 24 (75,2)                                                                              | 23 (73,4)                                                                              | 24,1 (75,4)                                                                            |
| Средњи минимум, °C (°F)                                                                | 19,5 (67,1)                                                                            | 19,9 (67,8)                                                                            | 20,3 (68,5)                                                                            | 21,1 (70,0)                                                                            | 22,1 (71,8)                                                                            | 23,1 (73,6)                                                                            | 23,1 (73,6)                                                                            | 23,3 (74,0)                                                                            | 23,2 (73,7)                                                                            | 22,8 (73,0)                                                                            | 21,6 (70,9)                                                                            | 20,5 (68,9)                                                                            | 19,3 (66,7)                                                                            |
| Апсолутни минимум, °C (°F)                                                             | 16 (61)                                                                                | 17 (62)                                                                                | 16 (60)                                                                                | 18 (64)                                                                                | 19 (66)                                                                                | 19 (66)                                                                                | 21 (69)                                                                                | 20 (68)                                                                                | 21 (69)                                                                                | 19 (67)                                                                                | 18 (65)                                                                                | 17 (62)                                                                                | 16 (60)                                                                                |
| Количина кишеmm (in)                                                                   | 95,5 (3,76)                                                                            | 60,7 (2,39)                                                                            | 49,5 (1,95)                                                                            | 118,9 (4,68)                                                                           | 149,9 (5,90)                                                                           | 112 (4,41)                                                                             | 128,8 (5,07)                                                                           | 138,7 (5,46)                                                                           | 146,6 (5,77)                                                                           | 142 (5,59)                                                                             | 161,3 (6,35)                                                                           | 127,5 (5,02)                                                                           | 1.431,3 (56,35)                                                                        |
| Дани са кишом (≥ 0.01 in)                                                              | 17,6                                                                                   | 13,9                                                                                   | 12,2                                                                                   | 13,3                                                                                   | 15,7                                                                                   | 14,4                                                                                   | 18,6                                                                                   | 18,5                                                                                   | 17,4                                                                                   | 17,7                                                                                   | 19,6                                                                                   | 19,6                                                                                   | 198,5                                                                                  |
| Релативна влажност, %                                                                  | 74,0                                                                                   | 72,4                                                                                   | 71,0                                                                                   | 71,3                                                                                   | 74,9                                                                                   | 75,5                                                                                   | 75,9                                                                                   | 76,4                                                                                   | 76,4                                                                                   | 76,9                                                                                   | 76,2                                                                                   | 74,7                                                                                   | 74,6                                                                                   |
| Сунчани сати — месечни просек                                                          | 237,4                                                                                  | 231,2                                                                                  | 282,0                                                                                  | 268,3                                                                                  | 255,2                                                                                  | 259,4                                                                                  | 280,8                                                                                  | 267,8                                                                                  | 234,7                                                                                  | 227,2                                                                                  | 202,4                                                                                  | 217,4                                                                                  | 2.963,8                                                                                |
| Сунчано време — месечни проценти                                                       | 69                                                                                     | 72                                                                                     | 76                                                                                     | 71                                                                                     | 63                                                                                     | 65                                                                                     | 69                                                                                     | 68                                                                                     | 64                                                                                     | 63                                                                                     | 60                                                                                     | 64                                                                                     | 67                                                                                     |
| Извор: NOAA (релатвна влажност и сунчаност 1961–1990), The Weather Channel             |                                                                                        |                                                                                        |                                                                                        |                                                                                        |                                                                                        |                                                                                        |                                                                                        |                                                                                        |                                                                                        |                                                                                        |                                                                                        |                                                                                        |                                                                                        |

## Галерија
- Лука Сан Хуан
- Улица у Старом граду
- Тврђава Ел Моро

## Градови пријатељи
- Мадрид (Шпанија)
- Мастрихт (Холандија)
- Хонолулу (САД)
- Картахена (Колумбија)
- Токио (Јапан)
- Ла Паз (Боливија)